# カイサリアのバシレイオス
カイサリアのバシレイオス（カエサレアのバシリウス）（ギリシア語: Βασίλειος Καισαρείας, ラテン語: Basilius Caesariensis, 330年頃 - 379年）は、ギリシア教父、4世紀の最も重要なキリスト教神学者の一人である。カイサリア（現在のカイセリ）の主教（司教）を務めたことからこの名があり、大バシレイオス（ギリシア語: Μέγας Βασίλειος, Άγιος Βασίλειος ο Μέγας, ラテン語 : Basilius Magnus）とも呼ばれる。聖人の概念を持つ全ての教派で、聖人として崇敬されている。三位一体論の形成など異端反駁の一方、正教会で用いられる聖体礼儀の奉神礼文を整備したことでも知られる。日本正教会での正式な称号を伴った呼び名は「我が聖神父カッパドキヤのケサリヤの大主教大ワシリイ」。バシル、聖バシルとも。

## 転写
バシレイオス（Βασίλειος, ギリシャ語の慣用形）の名は、バシレイウス、バシレウス、バシリウス（Basilius, ラテン語形）等とも表記される。日本ハリストス正教会では、中世のギリシャ語であるヴァシリオスを反映した教会スラヴ語転写を、ロシア語風に再建した音（ロシア正教会の奉神礼で用いられる読み）から転写して聖大ワシリイと呼ぶ。ロシア語ではヴァシーリー（Василий）にあたる。日本のカトリック教会ではラテン語奪格形(羅: Basilio)の教会式発音に基づいて聖バジリオと表記される。

## 生涯
カッパドキア（現在のトルコ）の裕福なキリスト教徒の家庭に生まれる。コンスタンティノポリス、またアテナイに遊学し、哲学を学ぶ。アテナイで同郷のナジアンゾスのグレゴリオスと出会い、親交を結ぶ。アテナイでキリスト教信仰に深く傾倒したバシレイオスは、カッパドキアに戻ったのちは、隠棲して一種の修道生活を送っていた。「大ワシリイの修道規則」と呼ばれるその修道生活の指針は、東方一帯に渡っていまも影響力をもっている。370年、カイサリア主教（司教）に就く。アリウス主義、サベリウス主義への反駁に務める。著書に『ヘクサエメロン』（Εξαήμερος Δημιουργία, 370年頃）などがある。また貧しい人のために、皇帝から賜った土地にバシレイアス（バシレイアドス）という町のような救貧施設を建設した。これは、それまでの「ホスピタリウム」が単に聖地巡礼者の休憩宿泊所だったのを改め、らい病を含む病者の収容保護を兼ね、宿泊所、貧民収容所、孤児病者収容所、嬰児収容所に分化させ、福祉事業に貢献したものであった。

## 影響
正教会では特に崇敬され、中世半ばから、ナジアンゾスのグレゴリオス、ヨハネス・クリュソストモスとともに三成聖者として合同の祭りをもつようになった。なお東京復活大聖堂（ニコライ堂）の東面（至聖所）の二枚のステンドグラスはこの三成聖者のうち、大バシレイオスと金口イオアンのイコンである（南側ステンドグラスが大バシレイオス、北側ステンドグラスが金口イオアン）。
正教会で大斎の主日等で用いられる「聖大ワシリイ聖体礼儀」は彼に帰せられるが、現在使われている形は彼より後に整備されたものであると考えられる。ただし彼がカイサリア主教として、当時の典礼文の蒐集と整理に努めたことは、ほぼ確実視されている。

## 著作
日本語で読める著作を下記に挙げる。

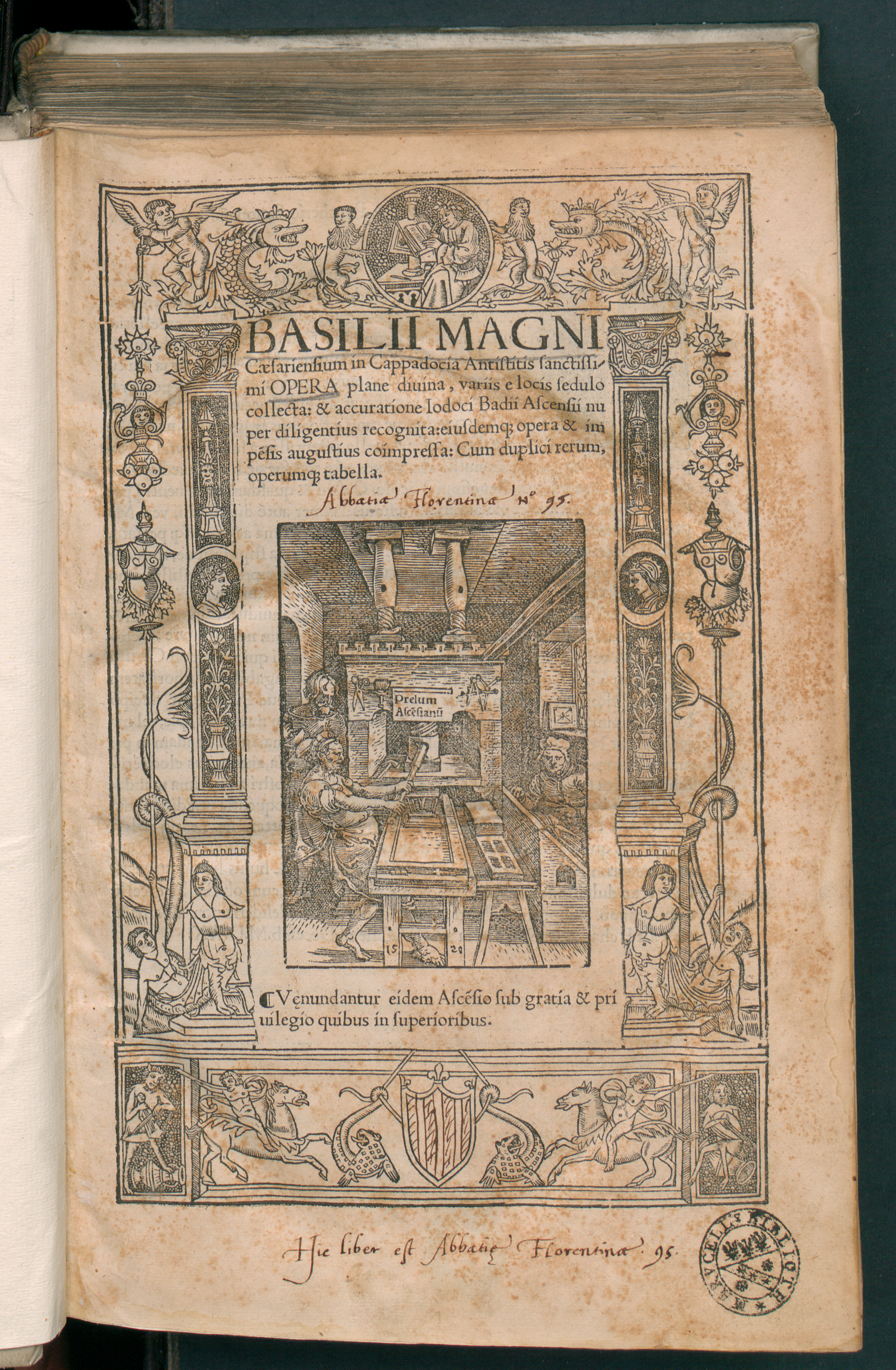
Basilii Magni Opera, 1540

- 『修道士大規定』（桑原直己訳、上智大学中世思想研究所 (編) 『中世思想原典集成２ 盛期ギリシア教父』平凡社、1992年、171–280頁）
- 『聖霊論』（山村敬『聖大バシレイオスの「聖霊論」』南窓社、1996年）
- 『富める者について』（小高毅訳、小高毅 (編)『古代教会の説教』教文館、　89–109頁、2012年）
- 『飢饉と旱魃の時期に語られた説教』（土井健司訳「カイサリアのバシレイオス『飢饉と旱魃の時期に語られた説教』」『神学研究』57、67–81頁、2010年）
- 『ヘクサエメロン（創造の六日間）』（第一講話のみ）（出村和彦訳、上智大学中世思想研究所（編）『中世思想原典集成２ 盛期ギリシア教父』平凡社、281–301頁、1992年）
- 『書簡集』（第2書簡、第22書簡、第210書簡）（出村和彦訳、上智大学中世思想研究所（編訳・監修）『中世思想原典集成２ 盛期ギリシア教父』平凡社、303–327頁、1992年）
- 『第217書簡』（抄訳）（小高毅訳、小高毅 (編)『原典キリスト教思想史２ ギリシア教父』教文館、145–147頁、2002年）